# Jižní Itálie
Jižní Itálie, také někdy nazývaný Mezzogiorno, je makroregion ležící v jižní části Itálie. Tvoří jej regiony Abruzzo, Apulie, Basilicata, Kalábrie, Kampánie, Molise a ostrovní regiony Sardinie a Sicílie. Region je často porovnáván se Severní Itálií, která má do značné míry jinou historii, kulturu i tradice. Historicky region Jižní itálie navazuje na Království obojí Sicílie, jehož území podle nejšířeji uznávané definice v zásadě kopíruje. Do regionu Jižní Itálie bývá zpravidla řazeno i území ostrova Sicílie, ačkoliv historicky a kulturně není se zbytkem regionu tento ostrov tolik spřízněn. 
Region Jižní Itálie je z ekonomického hlediska dlouhodobě označován jako chudší a méně rozvinutý region v porovnání se severní částí země.

## Geografie
Region Jižní Itálie tvoří (kromě ostrovů Sardinie a Sicílie) jižní část Apeninského poloostrova. Na východě je omýván Jaderským mořem, které je Otrantským průlivem spojeno se zbytkem Středozemního moře. Západní část regionu omývá Tyrhénské moře, ve kterém se nachází hned několik zálivů, z nichž nejvýznamnější je Neapolský záliv. 
Významnou geografickou oblastí je pobřežní oblast Amalfitana a několik menších ostrovů ležících zejména v Tyrhénském moři (např. ostrov Capri). V regionu dominuje středomořské podnebí, avšak s výjimkou menších oblastí se semiaridním podnebím ve vyšších nadmořských výškách a v částech regionů Apulie a Molise.
Nejlidnatějším a nejznámějších městem regionu je třetí nejlidnatější italské město Neapol. Mezi další významná města regionu dále patří Bari, Taranto, Reggio di Calabria, Foggia a Salerno, na Sicílii pak zejména Palermo, Katánie a Messina, na ostrově Sardinie pak město Cagliari.
Kromě oblastí Salento a Apulie je region seismicky aktivní a vulkanicky činný. Leží zde významné sopky Vesuv, Etna a Stromboli.